# Riksväg 13
För andra betydelser, se Riksväg 13 (olika betydelser).
Riksväg 13 är en svensk riksväg som går mellan Ystad och Ängelholm via Höör och Klippan.

## Standard
Vägen är landsväg, med i allmänhet smala vägrenar. Vägen går rakt genom Höör, men passerar utanför övriga orter som Sjöbo, Hörby, Ljungbyhed, Klippan och Munka-Ljungby. Vägen går inte in i Ystad och Ängelholm utan börjar och slutar utanför städerna vid E65 och E6.

## Historik
Vägen hette mellan 1962 och 1985 Riksväg 13 mellan Ystad och Höör, Länsväg 105 Höör-Stockamöllan. Riksväg 19 mellan (Eslöv-)Stockamöllan-Klippan, och Länsväg 113 Klippan-Ängelholm.
Före 1962 var det Länsväg 36 Ystad – Hörby, Länsväg 60 Hörby – Höör – Röstånga, Länsväg 54 (Lund–)Röstånga–Ljungbyhed(–Åsljunga) och Länsväg 61 Ljungbyhed – Klippan – Munka-Ljungby samt Länsväg 63 Munka-Ljungby – Ängelholm.
Sträckan Hörby-Höör är byggd på tidiga 1970-talet, och Klippan-Ängelholm invigdes 1960. Ystad-Hörby och Höör-Klippan har mestadels samma sträckning som på 1940-talet, utom förbifarten förbi Sjöbo som är från 1980-talet, och vägen närmast söder om Sjöbo som är från tidigt 1960-tal.

## Trafikplatser, korsningar och anslutande vägar
|  | Nr             | Namn                               | Skyltning                            |
|  | -------------- | ---------------------------------- | ------------------------------------ |
|  |                | Ystad                              | Malmö Polen, Trelleborg Kristianstad |
|  |                | Sjöbo                              | Simrishamn (Rv 13 svänger)           |
|  |                | Sjöbo                              | Malmö                                |
|  |                | Sjöbo                              | Landskrona                           |
|  | motortrafikled | Trafikplats Norrehe, Hörby         | Malmö Kalmar                         |
|  |                | Höör                               |                                      |
|  |                | Höör                               | Malmö Växjö                          |
|  |                | Stockamöllan                       | Eslöv? (Rv 13 svänger)               |
|  |                | Röstånga                           | Lund                                 |
|  |                | Ljungbyhed                         | Örkelljunga                          |
|  |                | Klippan                            | Kristianstad (Rv 13 svänger)         |
|  |                | Klippan                            | Helsingborg (Rv 13 svänger)          |
|  | motorväg       | Trafikplats Östra Ljungby          | Helsingborg Stockholm                |
|  |                | Munka-Ljungby                      | Örkelljunga                          |
|  | motorväg       | Trafikplats Rebbelberga, Ängelholm | Göteborg Malmö; Strövelstorp ?       |